# Taljenje jezgre nuklearnog reaktora
Taljenje jezgre nuklearnog reaktora predstavlja havariju nuklearnog reaktora i spada među najozbiljnije vrste nuklearnih nesreća.
Sam naziv je neformalne prirode i nije strogo definiran.
Taljenje jezgre događa se kada, kao posljedica nedovoljnog odvođenja topline, njena temperatura prijeđe temperaturu taljenja barem jednog gorivnog elementa. Taljenje ne mora biti potpuno, te se može dogoditi i u ugašenom nuklearnom reaktoru, ako se ne hladi gorivo koje zbog visokog sadržaja fisijskih produkata još uvijek proizvodi dovoljne količine topline. Najgora varijanta taljenja jezgre jest protaljivanje reaktorske posude nuklearnog reaktora.
Taljenje reaktorske jezgre smatra se vrlo ozbiljnom nesrećom jer nuklearni reaktor čini u potpunosti nesposobnim za daljnju uporabu, te u posebno teškim slučajevima može dovesti do većeg ili manjeg ispuštanja raznih visokoradioaktivnih tvari u okoliš.
Taljenja su se u povijesti dogodila nekoliko puta, te je u manjini slučajeva došlo do ispuštanja fisijskih produkata u okoliš.
Dogodila su se sovjetskim, odnosno ruskim nuklearnim podmornicama. Na kopnu su se dogodila tri ozbiljna incidenta u civilnim nuklearnim elektranama - 1978. godine u Incidentu u nuklearnoj elektrani Otoku Tri Milje u Pennsylvaniji, 1986. godine u nuklearnoj elektrani Černobil, te 2011. u nuklearnoj elektrani Fukushima 1, a od manjih i ograničenijih slučajeva zabilježene su nezgode u nuklearnim elektranama u Kanadi, SAD-u i Velikoj Britaniji.
Taljenje jezgre nuklearnog reaktora ima utjecaj na okoliš tek u slučajevima oštećenja containmenta, tj. zaštitne zgrade oko reaktorske posude.
Iako je šansa za taljenje jezgre u uvjetima ispravnog održavanja i rukovođenja elektranama izuzetno malena, uzevši u obzir broj reaktora i njihovih radnih sati tijekom povijesti, a taljenje jezgre uz emisiju štetnih tvari u okoliš još i manja, ona je jedan od glavnih argumenata protivnika nuklearne energije koji je pogotovo dobio na snazi nakon Černobilske nesreće. Pod političkim pritiskom njihovog lobiranja u svijetu se zatvorilo nekoliko nuklearnih elektrana.